# Combined Counties Football League 2013-14
Combined Counties Football League 2013-14 (còn có tên là Cherry Red Records Combined Counties Football League 2013-14 vì lý do tài trợ) là giải đấu thứ 36 trong lịch sử Combined Counties Football League ở Anh. Các đội bóng được chia thành 2 hạng đấu, bao gồm Premier Division và First Division.

## Premier Division
Premier Division có sự góp mặt của 4 đội bóng mới sau khi Egham Town và Guernsey thăng hạng lên Bậc 4:
- Alton Town, chuyển từ Wessex League.
- Frimley Green, thăng hạng với tư cách vô địch First Division.
- Mole Valley SCR, thăng hạng với tư cách đội thứ 3 tại First Division.
- Westfield, thăng hạng với tư cách á quân First Division.
- Ash United được thoát khỏi xuống hạng mùa trước.
- Các đội bóng đăng ký thăng hạng lên Bậc 4 gồm: Camberley Town, Epsom & Ewell, Hanworth Villa, Molesey, South Park, Wembley và Windsor.

### Bảng xếp hạng
| XH | Đội                           | Tr | T  | H  | T  | BT  | BB  | HS  | Đ   | Lên hay xuống hạng                             |
| -- | ----------------------------- | -- | -- | -- | -- | --- | --- | --- | --- | ---------------------------------------------- |
| 1  | South Park (C) (P)            | 42 | 34 | 2  | 6  | 121 | 41  | +80 | 104 | Lên chơi tạiIsthmian League Division One South |
| 2  | Camberley Town                | 42 | 27 | 9  | 6  | 88  | 42  | +46 | 90  |                                                |
| 3  | Epsom & Ewell                 | 42 | 24 | 6  | 12 | 87  | 61  | +26 | 78  |                                                |
| 4  | Westfield                     | 42 | 24 | 5  | 13 | 72  | 51  | +21 | 77  |                                                |
| 5  | Cove                          | 42 | 24 | 4  | 14 | 95  | 67  | +28 | 76  |                                                |
| 6  | Windsor                       | 42 | 21 | 7  | 14 | 98  | 68  | +30 | 70  |                                                |
| 7  | Hartley Wintney               | 42 | 20 | 5  | 17 | 94  | 77  | +17 | 65  |                                                |
| 8  | Hanworth Villa                | 42 | 18 | 10 | 14 | 82  | 64  | +18 | 64  |                                                |
| 9  | Wembley                       | 42 | 18 | 9  | 15 | 64  | 60  | +4  | 63  | Chuyển sang Spartan South Midlands League      |
| 10 | Raynes Park Vale              | 42 | 18 | 8  | 16 | 79  | 81  | −2  | 62  |                                                |
| 11 | Molesey                       | 42 | 15 | 12 | 15 | 70  | 53  | +17 | 57  |                                                |
| 12 | Frimley Green                 | 42 | 17 | 6  | 19 | 63  | 82  | −19 | 57  |                                                |
| 13 | Farnham Town                  | 42 | 15 | 9  | 18 | 60  | 70  | −10 | 54  |                                                |
| 14 | Croydon                       | 42 | 16 | 5  | 21 | 58  | 81  | −23 | 53  | Chuyển sang Southern Counties East League      |
| 15 | Badshot Lea                   | 42 | 14 | 10 | 18 | 58  | 84  | −26 | 52  |                                                |
| 16 | Colliers Wood United          | 42 | 14 | 7  | 21 | 69  | 80  | −11 | 49  |                                                |
| 17 | Bedfont Sports                | 42 | 11 | 12 | 19 | 52  | 79  | −27 | 45  |                                                |
| 18 | Mole Valley SCR               | 42 | 11 | 9  | 22 | 69  | 101 | −32 | 42  |                                                |
| 19 | Horley Town                   | 42 | 12 | 6  | 24 | 60  | 93  | −33 | 42  |                                                |
| 20 | Ash United (R)                | 42 | 12 | 5  | 25 | 62  | 78  | −16 | 41  | Xuống chơi tạiDivision One                     |
| 21 | Alton Town (R)                | 42 | 9  | 7  | 26 | 57  | 93  | −36 | 34  | Xuống chơi tạiDivision One                     |
| 22 | Chessington & Hook United (R) | 42 | 9  | 5  | 28 | 58  | 110 | −52 | 32  | Xuống chơi tạiDivision One                     |

Cập nhật đến ngày 16 tháng 5 năm 2014
Nguồn: FA Full-Time, League Official.
Quy tắc xếp hạng: 1. Điểm; 2. Hiệu số bàn thắng; 3. Số bàn thắng.
• Farnham Town v Croydon được phân định là trận thắng cho đội chủ nhà vào ngày 5 tháng 5 năm 2014.
(VĐ) = Vô địch; (XH) = Xuống hạng; (LH) = Lên hạng; (O) = Thắng trận Play-off; (A) = Lọt vào vòng sau. 
Chỉ được áp dụng khi mùa giải chưa kết thúc: 
(Q) = Lọt vào vòng đấu cụ thể của giải đấu đã nêu; (TQ) = Giành vé dự giải đấu, nhưng chưa tới vòng đấu đã nêu.

## Division One
Division One có sự góp mặt của 2 đội bóng mới sau khi Warlingham rút khỏi giải: 
- Dorking, xuống hạng từ Premier Division.
- Sandhurst Town, xuống hạng từ Premier Division.
- Broadfields United (Middlesex County League) và Old Farnboronians (Surrey Elite Intermediate League) đăng ký gia nhập giải đấu nhưng bị từ chối. Fleet Spurs đăng ký chuyển sang giải từ Wessex League, nhưng cũng bị từ chối.
- Năm 2012, Feltham hợp với đội bóng cựu CCL đã giải thể Bedfont, tạo thành Bedfont & Feltham. Việc thay đổi tên có hiệu lực từ cuối mùa giải 2012–13.[2]
- Eversley & California ban đầu được thăng hạng với tư cách á quân, nhưng bị chuyển xuống lại First Division vào tháng 7 năm 2014 khi có sự hạn chế trong sử dụng dàn đèn, nên câu lạc bộ không đáp ứng đủ yêu cầu sân bãi. Không có thăng hạng bổ sung cho đội thứ 4 Staines Lammas, và không có rút lui sự xuống hạng của Ash United.

### Bảng xếp hạng
| XH | Đội                       | Tr | T  | H | T  | BT | BB | HS  | Đ    | Lên hay xuống hạng                |
| -- | ------------------------- | -- | -- | - | -- | -- | -- | --- | ---- | --------------------------------- |
| 1  | Spelthorne Sports (C) (P) | 30 | 22 | 8 | 0  | 92 | 23 | +69 | 74   | Lên chơi tạithe Premier Division  |
| 2  | Eversley & California     | 30 | 19 | 4 | 7  | 78 | 40 | +38 | 61   |                                   |
| 3  | Knaphill (P)              | 30 | 19 | 4 | 7  | 89 | 52 | +37 | 61   | Lên chơi tạithe Premier Division  |
| 4  | Staines Lammas            | 30 | 17 | 6 | 7  | 76 | 44 | +32 | 57   |                                   |
| 5  | Bedfont & Feltham         | 30 | 17 | 4 | 9  | 68 | 48 | +20 | 55   |                                   |
| 6  | Epsom Athletic            | 30 | 17 | 3 | 10 | 85 | 68 | +17 | 54   |                                   |
| 7  | AFC Croydon Athletic      | 30 | 16 | 5 | 9  | 64 | 43 | +21 | 53   |                                   |
| 8  | Farleigh Rovers           | 29 | 13 | 6 | 10 | 52 | 46 | +6  | 45   |                                   |
| 9  | Worcester Park            | 30 | 12 | 7 | 11 | 64 | 52 | +12 | 43   |                                   |
| 10 | South Kilburn             | 30 | 10 | 4 | 16 | 36 | 57 | −21 | 031‡ | Resigned at the end of the season |
| 11 | Sheerwater                | 30 | 8  | 7 | 15 | 35 | 60 | −25 | 31   |                                   |
| 12 | Banstead Athletic         | 30 | 9  | 6 | 15 | 54 | 74 | −20 | 030‡ |                                   |
| 13 | Sandhurst Town            | 30 | 8  | 3 | 19 | 49 | 92 | −43 | 27   |                                   |
| 14 | CB Hounslow United        | 30 | 6  | 5 | 19 | 33 | 66 | −33 | 23   |                                   |
| 15 | Dorking                   | 30 | 4  | 3 | 23 | 28 | 79 | −51 | 15   |                                   |
| 16 | Cobham                    | 30 | 4  | 3 | 23 | 31 | 90 | −59 | 15   |                                   |

Cập nhật đến ngày 16 tháng 5 năm 2014
Nguồn: .
Quy tắc xếp hạng: 1. Điểm; 2. Hiệu số bàn thắng; 3. Số bàn thắng.
‡ South Kilburn bị trừ ba điểm vì cho vào sân cầu thủ không hợp lệ trong trận gặp Epsom Athletic ngày 3/8.
‡ Banstead Athletic bị trừ ba điểm vì cho vaóaan cầu thủ không hợp lệ trận gặp CB Hounslow United ngày 7/12.
• CB Hounslow United v Dorking (5 tháng 4), South Kilburn v Dorking (12 tháng 4) và South Kilburn v Farleigh Rovers (3 tháng 5) được phân định là trận thắng cho đội chủ nhà. Dorking v South Kilburn (26 tháng 4) và Cobham v Spelthorne Sports (29 tháng 4) được phân định là trận thắng cho đội khách.
(VĐ) = Vô địch; (XH) = Xuống hạng; (LH) = Lên hạng; (O) = Thắng trận Play-off; (A) = Lọt vào vòng sau. 
Chỉ được áp dụng khi mùa giải chưa kết thúc: 
(Q) = Lọt vào vòng đấu cụ thể của giải đấu đã nêu; (TQ) = Giành vé dự giải đấu, nhưng chưa tới vòng đấu đã nêu.